# Changchub Dorje
Karmapa
Yeshe Dorje Dudul Dorje
Changchub Dorje (1703, Chili Chakhor, Kham, Tibet-17 décembre 1732, Lanzhou, Chine) fut le 12e Karmapa.

## Biographie
Changchub Dorje est en 1703 à Chili Chakhor dans le royaume de Dege situé dans la province tibétaine du Kham, région est du Tibet. Il aurait été reconnu par le terton Rigdzin Mingyur Dorje Drakpo Nuden Tsal comme étant la réincarnation du 11e Karmapa, ce que confirmèrent des représentants du 8e Shamar Rinpoché.
Il transmit des enseignements Kagyupa à un lama Nyingmapa du monastère de Kathok, Katok Tsewang Norbu, lequel lui transmit en retour des enseignements Nyingmapa.
À cette époque, sous le règne du 7e Dalaï Lama, le Tibet connaissait une période d'instabilité politique, les Dzoungars et la Chine tentant de contrôler le gouvernement tibétain.
Le 12e Karmapa se rendit, avec Taï Sitou Rinpoché, Shamar Rinpoché et le 7e Gyaltsab Rinpoché Konchog Ozer en un pèlerinage en Inde et au Népal. Le roi du Népal aurait remercier le Karmapa pour avoir contribué à mettre fin à une épidémie, et avoir apporté la pluie dans une période de grande sécheresse. En Inde, le pèlerinage se consacra aux lieux de naissance et de mort du Bouddha. Les connaissances du jeune Taï Sitou Rinpoché aurait impressionné des érudits indiens.
Après son retour au Tibet, le 12e Karmapa se rendit avec Shamar Rinpoché en Chine, à l'invitation de l'empereur de Chine. Le Karmapa aurait pressenti sa mort, et il donna des indications dans une lettre qu'il fit parvenir à Situ Panchen pour rechercher sa prochaine incarnation. Il est mort le 30e jour du 10e mois de l'année du rat d'eau (17 décembre 1732) en route vers Pékin, à Lanzhou en Chine de la variole, comme Shamar Rinpoché 2 jours plus tard. L'empereur ne put donc pas les rencontrer. Le corps du karmapa ne fut pas incinéré, mais embaumé, et apporté à Tsourphou où les moines l’enchâssèrent dans un stupa, lequel fut détruit, comme tous les autres stupas funéraires des karmapas, durant la révolution culturelle.